# Parlamento del Regno di Sicilia
(Ruggero Settimo, inaugurazione seduta del 25 marzo 1848 )
Il Parlamento del Regno di Sicilia (in latino Parlamentum Regni Siciliae), o più comunemente Parlamento siciliano, è stato l'assemblea legislativa del Regno di Sicilia dal 1097 al 1816, nonché nel biennio 1848-1849 nel contesto della rivoluzione siciliana. Dopo la seconda guerra mondiale, con l'autonomia speciale della Sicilia, nel 1947 fu istituita l'Assemblea regionale siciliana, erede dello storico parlamento.

## Storia

### Le assise normanne
Il parlamento siciliano viene considerato uno dei più antichi del mondo (assieme a quello dell'Isola di Man, islandese e faroese, che però non avevano poteri deliberativi, aspetto che rende il parlamento siciliano il primo nel senso moderno). Nel 1097 ci fu la prima assise a Mazara del Vallo convocata dal Gran Conte Ruggero I di Sicilia, di un parlamento inizialmente itinerante. 

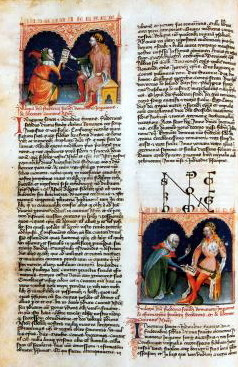
Manoscritto dei Privilegi concessi da Federico II di Svevia ai Pari del regno

Ma fu nel 1130 con la convocazione delle Curiae generales da parte di Ruggero II a Palermo, nel Palazzo reale per la proclamazione del primo Re di Sicilia che si può parlare di primo parlamento in senso moderno.
Il primo re di Sicilia ricevette infatti la dignità regia dalla sanzione del Parlamento, e l’evento impose il canone – seppur non codificato – per cui tutti i successivi sovrani del Regno di Sicilia avvicendatisi sul trono dovessero conseguire l’assenso (più che l’approvazione) del Parlamento.
Il parlamento siciliano era costituito da tre "bracci" o "rami" ("feudale", "ecclesiastico" e "demaniale"). Il ramo feudale era costituito da 56 nobili rappresentanti di contee e baronie, il ramo ecclesiastico era formato da arcivescovi, vescovi, abati e archimandriti, mentre il ramo demaniale era costituito dai rappresentanti delle 42 città demaniali della Sicilia. Il primo parlamento normanno non era deliberativo, ed aveva solamente una funzione consultiva e di ratifica dell'attività del sovrano, specialmente nella tassazione, nell'economia e nella gestione dei rapporti con le potenze straniere. I deputati erano scelti fra i nobili più potenti.
Primo cambiamento radicale si ebbe con Federico II di Svevia, che permise l'accesso parziale anche alla società civile, come le città demaniali. Federico riunì un parlamento nel settembre del 1221 a Messina noto come "Assise di Messina", dove procedette al riordino della normativa del Regnum promulgando un ulteriore nucleo di assisae, quattro o cinque, concepite a difesa della morale, dell'ordine e dei "buoni costumi" del Regno, primo nucleo di quelle che nel 1231 sarebbero state promulgate a Melfi come Libri Constitutionum Regni Siciliarum, integrate poi nella assise di Siracusa del 1233.

### Dagli Angioini al Viceregno di Sicilia
Dopo un periodo in secondo piano durante la dinastia degli Angioini, il parlamento divenne il fulcro fondamentale della organizzazione del Vespro siciliano. Il 3 aprile 1282, durante la sollevazione, la bandiera gialla e rossa con la triscele al centro venne adottata dal parlamento e ancora oggi costituisce la bandiera siciliana. Fu poi una delegazione del parlamento a recarsi da Pietro d'Aragona a offrirgli la corona, in quanto marito di Costanza II di Sicilia.

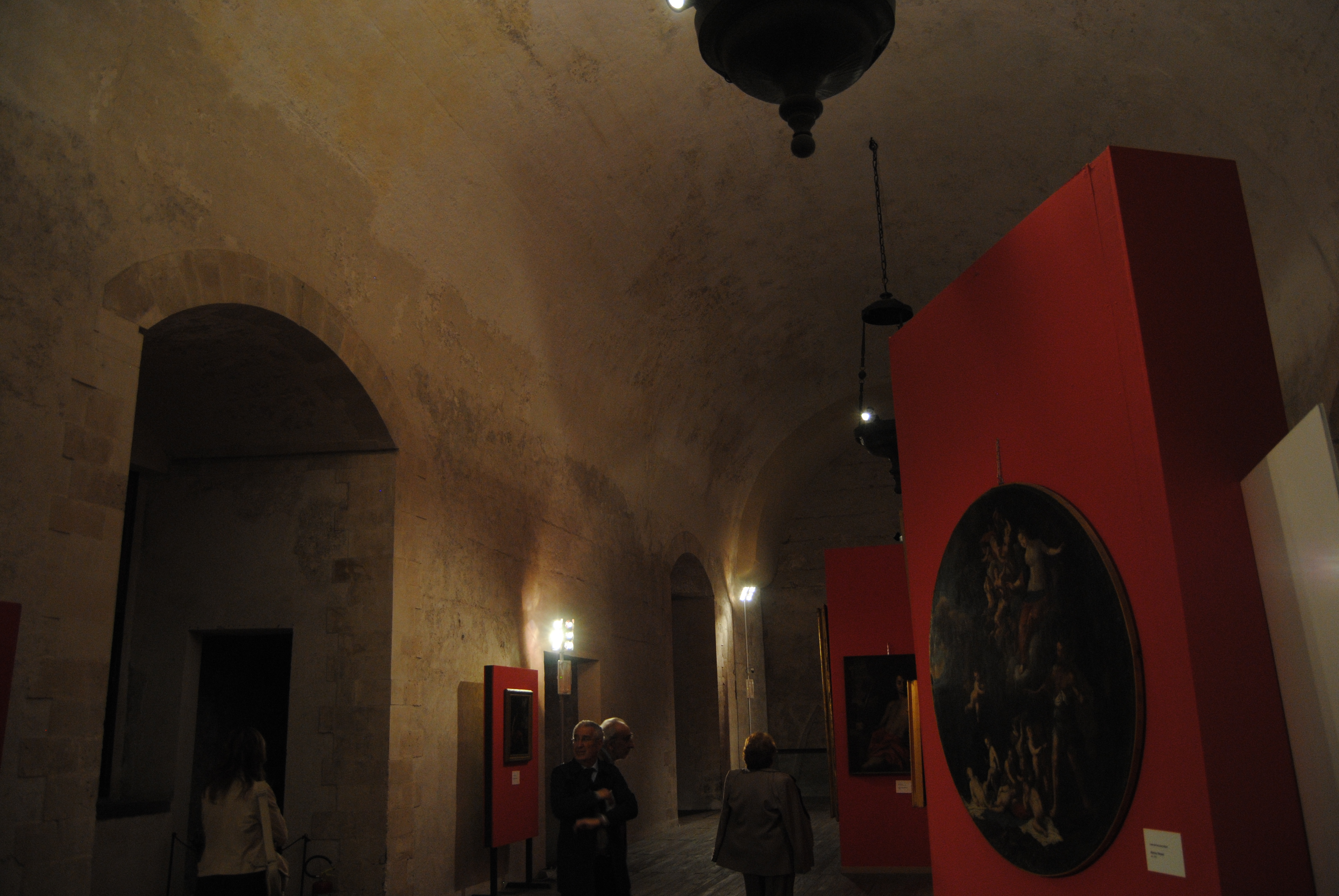
Sala dei Parlamenti al Castello Ursino a Catania, che fu sede della corte aragonese.

Pietro III di Aragona il 31 agosto 1282 sbarcò a Trapani con il suo esercito e il 4 settembre fu incoronato re a Palermo dal parlamento col nome di Pietro I di Sicilia.
Il 16 ottobre venne convocata un'assemblea da cui parteciparono i sindaci del Val di Noto nella sede del Castello Ursino a Catania, in seguito sede della residenza reale. In quegli anni il parlamento fu convocato anche a Messina. Dopo le guerre del Vespro ed il successivo insediamento di Federico III di Sicilia che nel 1296 fu proclamato dal parlamento convocato a Palermo, nel 1297 rafforzò il proprio ruolo centrale. In quest'epoca il parlamento, che era composto prevalentemente da feudatari, sindaci delle città, dai conti e dai baroni, era presieduto e convocato dal re. Il parlamento costituzionalmente aveva il compito di eleggere il re e di svolgere anche la funzione di organo garante del corretto svolgimento della giustizia ordinaria esercitata da giustizieri, giudici, notai e dagli altri ufficiali del regno.
Nel 1410 il parlamento siciliano tenne al Palazzo Corvaja di Taormina, alla presenza della regina Bianca di Navarra, una storica seduta per l'elezione del re di Sicilia in seguito alla morte di Martino e nel 1446 ancora a Castello Ursino una seduta con Alfonso V d'Aragona, e sedute ovunque convenisse il re. Con i successivi sovrani aragonesi la Sicilia perse la sua autonomia politica e un viceré governò l'isola, affiancato da un presidente del Regno, che presiedeva le sedute del parlamento.

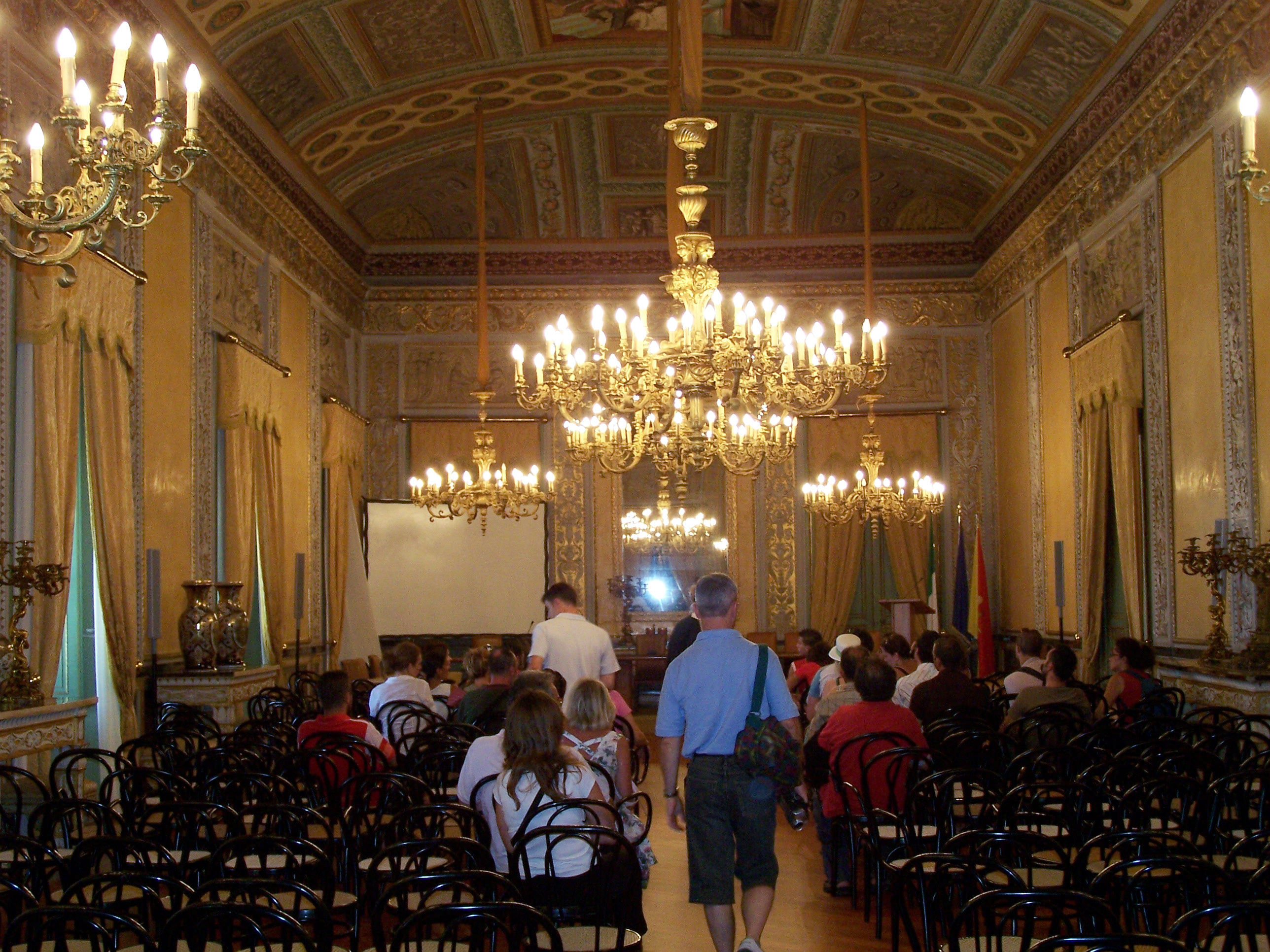
Sala Gialla di Palazzo Reale a Palermo

Con Carlo V nel 1532 fu di nuovo convocato un parlamento a Palermo nella "sala gialla" di Palazzo Reale, che continuò a riunirsi anche sotto Filippo II (nel 1556 a Messina e nel 1567 ancora a Palermo), conservando una sua autorevolezza nei confronti del viceré, che risiedeva anch'egli al palazzo Reale di Palermo. Nel 1637 il Presidente del Regno Luigi Moncada, Duca di Montalto, fece affrescare da artisti come Giuseppe Costantino, Pietro Novelli e Gerardo Astorino, la sala Duca di Montalto, antico deposito delle munizioni, trasformandolo in sala delle udienze estive del Parlamento.

### I Borbone
Nel 1734, Carlo di Borbone, dopo aver conquistato il regno di Napoli, mosse alla conquista del trono del Regno di Sicilia sottraendolo alla dinastia degli Asburgo d'Austria nel febbraio 1735, e fu proclamato re a Palermo nel luglio 1735.

Il suo successore, il giovane Ferdinando III, a sedici anni, raggiunta la maggiore età nel 1767, non conosceva ancora i suoi due regni ed in particolare le differenze che li caratterizzavano. Spesso accettava le decisioni del primo ministro Tanucci senza neanche discuterne e lo stesso primo ministro ebbe a scrivere di lui: 
(Bernardo Tanucci)
I reali di Borbone tornarono a stabilirsi a Palermo, a Palazzo Reale, nel 1806 a causa dell'invasione francese di Napoli. 

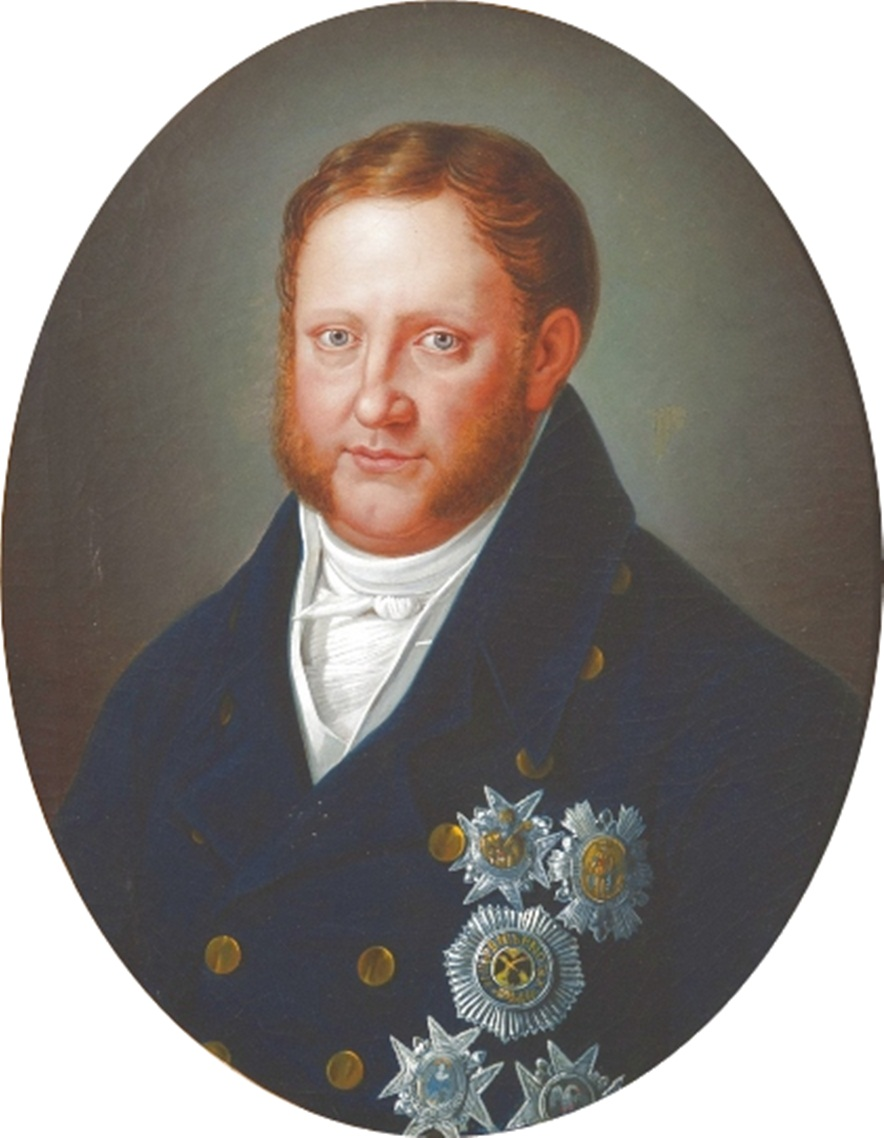
Francesco I, in qualità di reggente, firmò la costituzione del 1812

Ferdinando III, nel 1810, riunì il Parlamento siciliano domandando personalmente aiuti adeguati per la salvaguardia del regno minacciato dai Francesi, ma la rivolta esplose nell'isola. Lord William Bentinck, il comandante delle truppe britanniche nell'isola, lo costrinse a nominare reggente del regno il figlio Francesco il 16 gennaio 1812, e un nuovo governo fu insediato con i notabili siciliani.
Dal 1811 avevano sede al Palazzo ex Ministeri il Luogotenente Generale del Regno, la Real Segreteria e i Ministeri di Stato.

#### Il parlamento costituzionale
A Palermo, il 19 luglio 1812, il Parlamento siciliano, riunito in seduta straordinaria, dichiarò abolito il regime feudale, promulgò la costituzione siciliana del 1812, decretò l'abolizione della feudalità in Sicilia e approvò una radicale riforma degli apparati statali.
La Costituzione prevedeva un parlamento bicamerale, formato da una Camera dei comuni, composta da rappresentanti del popolo, con carica elettiva, e una Camera dei pari, costituita da ecclesiastici, militari ed aristocratici con carica vitalizia e di nomina regia. Le due camere, convocate dal sovrano almeno una volta l'anno, detenevano il potere legislativo, ma il re deteneva potere di veto sulle leggi del parlamento. Il potere esecutivo era affidato al sovrano; mentre il potere giudiziario era detenuto da giudici formalmente indipendenti, ma, in realtà, sottoposti alle decisioni della corona. Il Parlamento abolì anche l'antica suddivisione amministrativa della Sicilia nei tre valli di Mazara, Noto e Valdemone e stabilì l'istituzione di 23 distretti.
In esito al Congresso di Vienna del 1815 Ferdinando III tornò a Napoli, disapplicando in effetti la costituzione, e nel dicembre 1816 riunificò formalmente i due regni nell'unico regno delle Due Sicilie, assumendo il nome di Ferdinando I delle Due Sicilie, e così provocando la decadenza, anche giuridica, di costituzione e parlamento siciliani.
Con i Borbone-Due Sicilie la Sicilia, dopo secoli di indipendenza, si ritrovò governata da Napoli e la ricostituzione del parlamento si riebbe durante i moti del giugno 1820 quando fu riaperto il parlamento, ripristinata la costituzione siciliana del 1812 e venne proclamato un governo che durò pochi mesi, fino a quando fu inviato da Napoli un esercito che riconquistò l'isola.

### Il parlamento del 1848-49

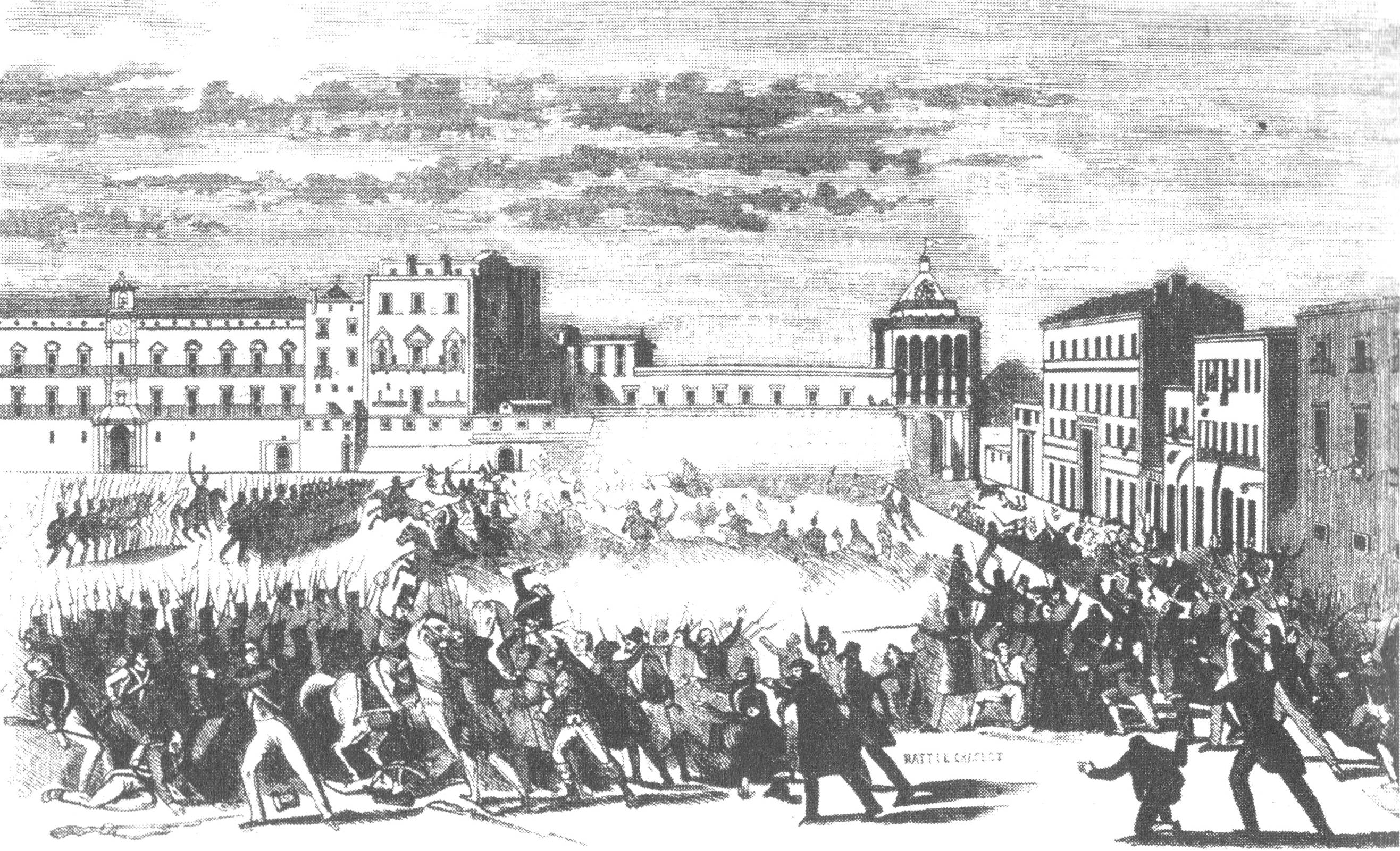
Scontri tra truppe borboniche e rivoluzionari a Palermo, davanti al palazzo del parlamento, nel febbraio 1848

Fu soprattutto nella Rivoluzione del gennaio 1848, che riacquistò la sua centralità. Le elezioni per i deputati furono convocate dal Comitato Generale per il 15 marzo nei comuni e il 18 nei distretti. Era composto da 154 deputati dei Comuni e 185 dei Pari.
A Palermo, il 25 marzo dello stesso anno, dopo 33 anni, si riuniva il "Parlamento generale di Sicilia" nella chiesa di San Domenico, con un governo rivoluzionario composto da un presidente ed i ministri eleggibili dallo stesso presidente. Vincenzo Fardella di Torrearsa fu eletto presidente del parlamento e Ruggero Settimo capo del governo, e fu adottata la costituzione del 1812. Il 1º aprile fu proclamato il Regno di Sicilia come monarchia costituzionale, indipendente dal Regno delle Due Sicilie e il 13 aprile si dichiarò decaduta la dinastia borbonica. Il 10 luglio il parlamento decretò una nuova costituzione, sopprimendo anche la Camera dei pari e l'11 si offrì il trono vacante di Sicilia al Duca di Genova Ferdinando di Savoia-Genova, figlio secondogenito di Carlo Alberto di Savoia, con il nome di Alberto Amedeo di Savoia, che però il 24 non accettò.
Ma la vita del Parlamento del 1848-49 durò solo 15 mesi. Infatti dopo il cosiddetto "decreto di Gaeta" del 28 febbraio 1849 Ferdinando II di Borbone da Messina iniziò a riprendere possesso della Sicilia e il 4 aprile il generale Filangieri dopo aspri combattimenti occupò Catania.
Il 14 aprile il parlamento siciliano riunito a Palermo accettava (con 55 deputati a favore e 33 contro) le proposte fatte da re Ferdinando II nel proclama del 28 febbraio in un primo tempo rifiutate: uno statuto ispirato alla costituzione del 1812, un proprio Parlamento con una Camera dei pari e una Camera dei comuni, e la nomina di un viceré. 
Il 19 aprile 1849, sotto i colpi delle cannoniere napoletane dal mare, si riunì per l'ultima volta.
Ma ormai il Borbone continuò la guerra: il 5 maggio l'avanzata delle truppe napoletane arrivò sino a Bagheria, alle porte della capitale, dove vi furono alcuni scontri tra l'8 e il 10 maggio.

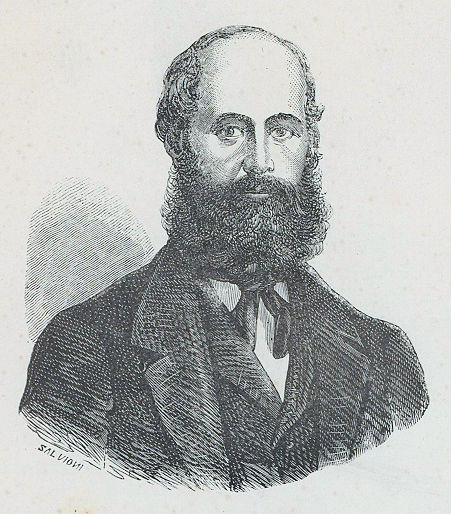
Antonio Mordini, prodittatore della Sicilia

Giunse quindi la notizia che il sovrano aveva concesso l'amnistia, il governo si sciolse il 14 maggio 1849 e l'indomani le truppe borboniche entrarono a Palermo, mentre i 43 leader siciliani, esclusi dall'amnistia, fuggirono in esilio a Malta.

### La mancata Assemblea del 1860
Con la cacciata dei Borboni, durante la dittatura di Garibaldi, il prodittatore della Sicilia Antonio Mordini il 5 ottobre 1860 aveva indetto i collegi elettorali per il 21 ottobre "per eleggere i rispettivi loro deputati" e con un decreto del 9 ottobre, "per la convocazione di un'Assemblea di rappresentanti del popolo, a Palermo, il 4 novembre". Il parlamento siciliano sarebbe tornato così di fatto in vita.
Ma una serie di pressioni, dibattiti e contrasti, lo indussero a modificare il decreto e ad annunciare che in quella data si sarebbe svolto solo il plebiscito per sancire l'annessione con il Regno d'Italia.

### Il parlamento regionale

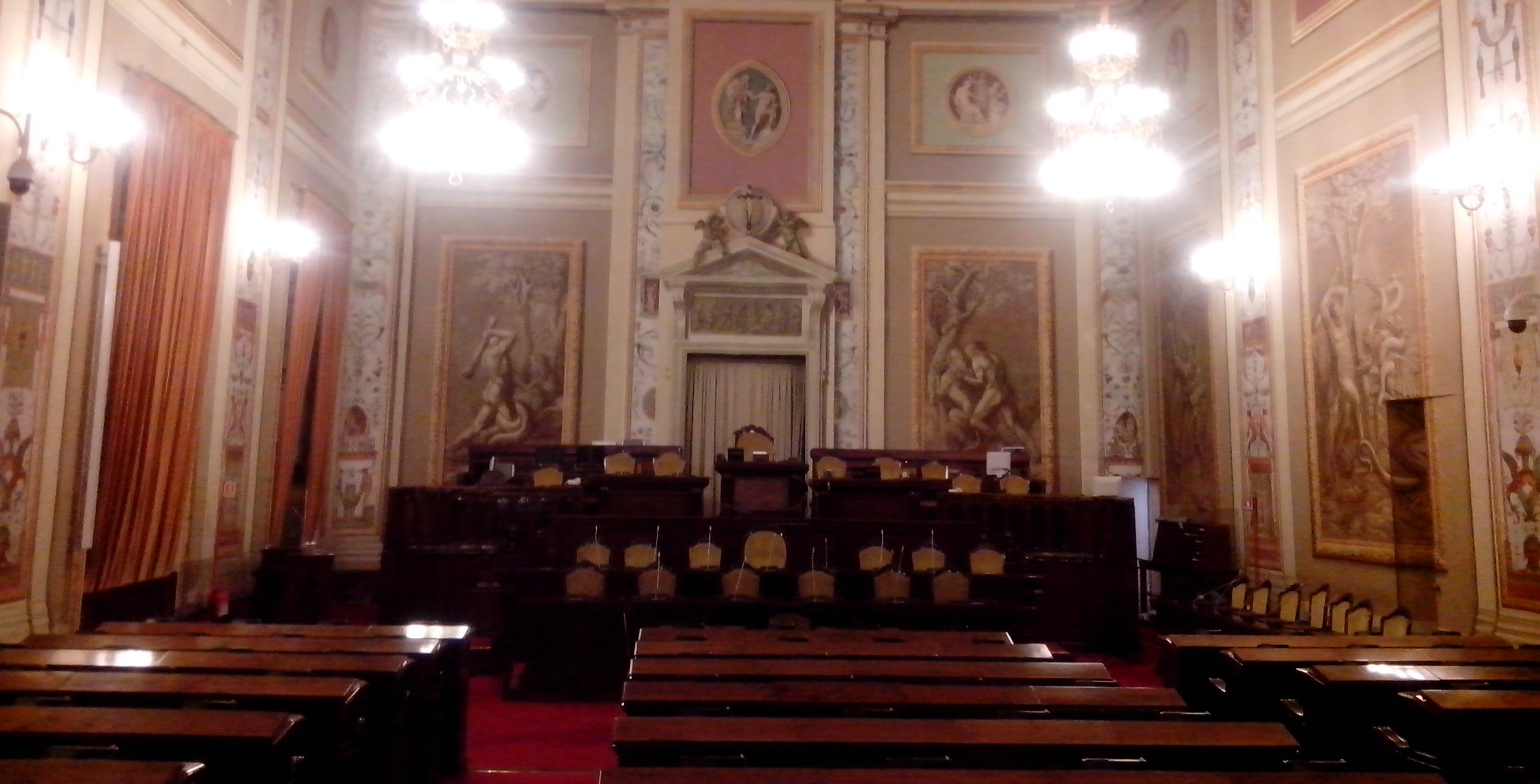
L'aula parlamentare oggi

Con l'emanazione dello statuto speciale il 15 maggio 1946 fu istituita l'Assemblea regionale siciliana (ARS), che dal 1947 è l'organo legislativo della Regione Siciliana. Si tratta della prima assemblea legislativa elettiva regionale riunitasi in Italia dopo la fine della seconda guerra mondiale. La prima seduta parlamentare, dopo le elezioni regionali del 30 aprile 1947, infatti avvenne il 25 maggio 1947.
In virtù del suo particolare stato legislativo e storico, è l'unica assemblea regionale all'interno della Repubblica italiana i cui componenti sono definiti deputati dall’art. 7 dello Statuto speciale autonomistico, che è adottato con la legge costituzionale n.2/1948. Questo aspetto, unitamente alla peculiare autonomia regolamentare e organizzativa, sancita dall’art. 4 dello stesso Statuto, fa sì che l’Assemblea regionale siciliana sia l’unico organo legislativo regionale all’interno della Repubblica italiana cui è riconosciuta la dignità di parlamento.

## Iconografia
Sono giunte a noi quattro rappresentazioni del Parlamento siciliano:
- Gerardo Astorino, La seduta del Parlamento del 1636, affresco, presso le Sale Duca di Montalto del palazzo dei Normanni, Palermo.
- Illustrazione presente nel Teatro Geografico Antiguo y Moderno del Reyno de Sicilia del 1686.
- Filippo Giannetto, L'apertura del parlamento del 1671, olio su tela, parte della collezione del Principe di Ligne, Castello di Belœil.
- Elia Interguglielmi, L'apertura del parlamento del 1802, olio su tela, conservato alla Reggia di Caserta.